# Gare de Mortsel-Oude-God
Pour les articles homonymes, voir Gare de Mortsel (homonymie).
La gare de Mortsel-Oude-God ou gare de Mortsel-Vieux-Dieu en français est une gare ferroviaire belge de la ligne 25, de Bruxelles-Nord à Anvers située dans le village de Vieux-Dieu au sein de la commune de Mortsel, dans la province d'Anvers en région flamande.
Elle est mise en service dès 1836. C’est désormais un arrêt sans personnel de la Société nationale des chemins de fer belges (SNCB) desservi par des trains Intercity (IC).

## Situation ferroviaire
La gare de Mortsel-Oude-God se trouve sur la ligne 25 de Bruxelles-Nord à Anvers-Luchtbal, dans le tunnel de Mortsel, entre les gares ouvertes de Hove et de Mortsel.

## Histoire
La « station du Vieux-Dieu » est mise en service le 16 juin 1836 par l’Administration des chemins de fer de l’État belge près de Mortsel, au croisement de la chaussée de Lierre. Duffel et Vieux-Dieu sont alors les deux seules gares intermédiaires de la ligne de Malines à Anvers, inaugurée en mai 1836,.
Jusqu'au début des années 1930, cette gare se trouve à un passage à niveau et possède des connexions avec la ligne 61 vers Boom et Alost, inaugurée de 1875 à 1881, et avec la ligne des forts, de Hoboken-Kapellestraat à Y Deurne. La mise en tranchée de la ligne en 1933 a coupé ces deux liaisons. Elle ferme à tous trafics en 1933 et rouvre en 1939.
La gare a connu pas moins de quatre bâtiments successifs :
- deux bâtiments sans étage de part et d'autre de la voie, l'un en bois, l'autre en bois ou en briques, tous deux dotés de marquises en verre, de vitres à carreaux en losange et de toitures à croupes[7], étaient encore visibles en 1926[8] ; celui situé du même côté que le nouveau bâtiment était doublé par une extension côté rue[9] ;

- un petit bâtiment de gare standard à pignons à redents datant des années 1860 ou 1870, en amont de la bifurcation de la ligne des Forts vers Hoboken[10], lequel est détruit en 1933 pour de l'électrification de la ligne et remplacé par la gare de Mortsel-Liersesteenweg sur un autre tracé ; deux bâtiments sans étage dotés ;
- en 1939, une nouvelle gare en tranchée est à nouveau créée à Mortsel-Oude-God, avec une petite bâtisse de style moderniste pour les guichets ;
- en 1974, elle est à son tour détruite lorsque cette portion de ligne est mise en souterrain. Un bâtiment de style "parapluie" est alors construit au-dessus.

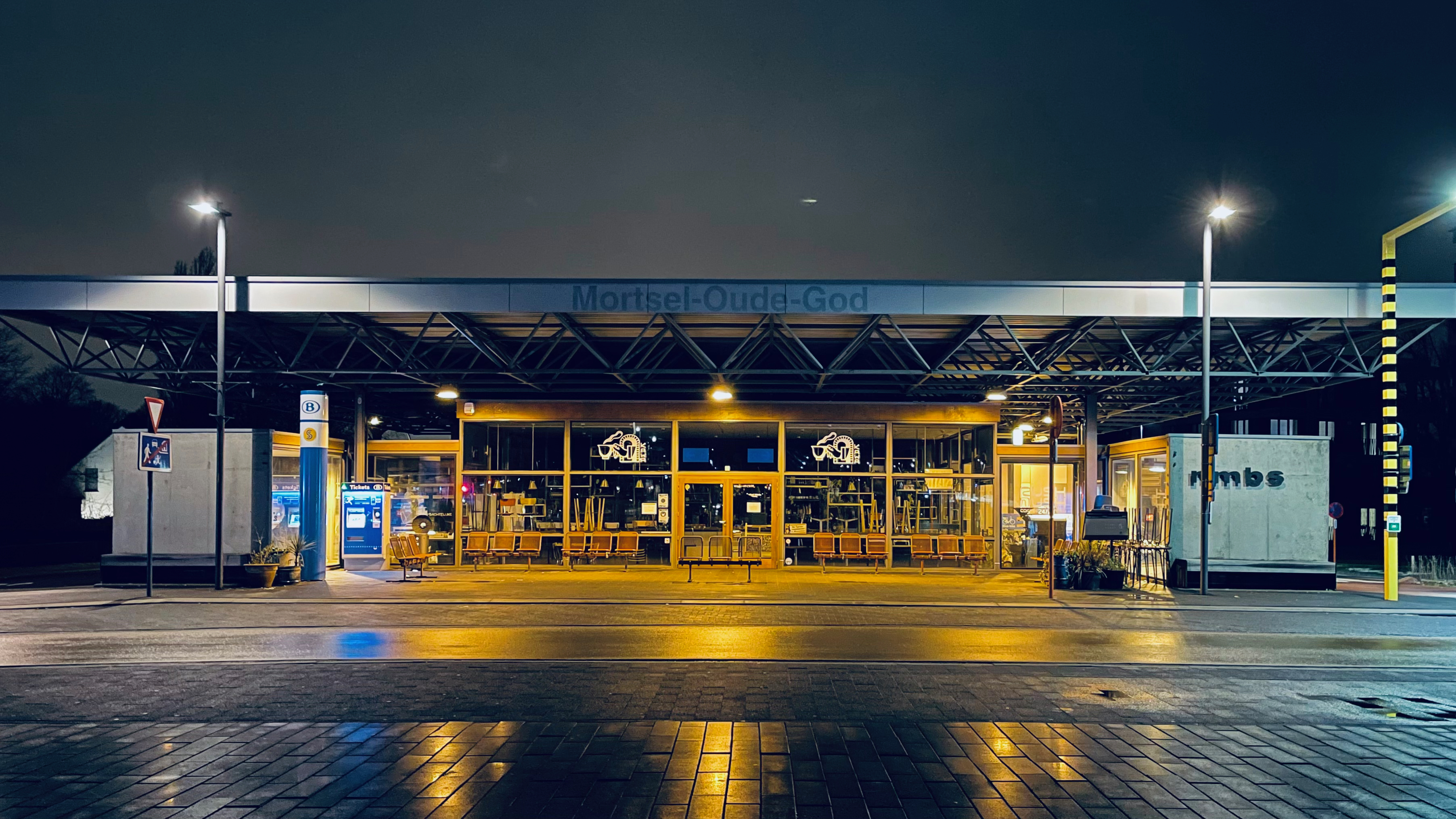
Bâtiment de la gare, reconverti en café.

Les quais, en tunnel, ont dû être repensés pour éviter de dangereux courants d'air dus au passage de trains sans arrêt à des vitesses élevées.
Le guichet et la salle d'attente ferment en 2013. Après quelques années d'abandon, un café a été créé dans l'ancienne salle d'attente.
Depuis le 15 décembre 2024, le nombre de trains desservant Mortsel-Oude-God est réduit à un par heure en semaine tandis que les trains S1 ne desservent plus la gare, utilisant exclusivement la ligne 27 via Mortsel-Liersesteenweg ; le nombre de trains par heure est doublé durant les week-ends.

## Service des voyageurs

### Accueil
Halte SNCB, c'est un point d'arrêt non géré (PANG) à accès libre. L'achat de titres de transports s'effectue par l'automate de vente.

### Desserte
Mortsel-Oude-God est desservie par des trains Intercity (IC) circulant sur la ligne commerciale 25 (voir brochure SNCB).
La desserte comprend, en semaine, des trains IC-31 reliant Anvers-Central à Bruxelles-Midi au rhytme d'un par heure. Le matin, un de ces trains circule depuis Binche, et un roule jusqu'à Binche l'après-midi.
Le samedi et le dimanche, Mortsel-Oude-God est desservie deux fois par heure dans chaque sens par des trains IC-22 et IC-31 entre Anvers-Central et Bruxelles-Midi ; les IC-31 continuant jusque Charleroi-Central.
En cas d'incident ou de travaux, il est commun que d'autres trains IC et des trains de la ligne S1 du RER bruxellois marquent un arrêt à Mortsel-Oude-God.

### Intermodalité
Un parc pour les vélos et un parking pour les véhicules y sont aménagés.
La gare de Mortsel-Oude-God est desservie par la ligne 15 du tramway d'Anvers.

## Comptage voyageurs
Ce graphique et tableau montre le nombre de voyageurs embarquant en moyenne durant la semaine, le samedi et le dimanche.
| Nombre de passagers qui embarquent à la gare de Mortsel Oude-God | Nombre de passagers qui embarquent à la gare de Mortsel Oude-God | Nombre de passagers qui embarquent à la gare de Mortsel Oude-God | Nombre de passagers qui embarquent à la gare de Mortsel Oude-God |
|                                                                  | Semaine                                                          | Samedi                                                           | Dimanche                                                         |
| ---------------------------------------------------------------- | ---------------------------------------------------------------- | ---------------------------------------------------------------- | ---------------------------------------------------------------- |
| 1977                                                             | 1 733                                                            | 392                                                              | 443                                                              |
| 1978                                                             | 1 806                                                            | 412                                                              | 316                                                              |
| 1979                                                             | 1 873                                                            | 463                                                              | 453                                                              |
| 1980                                                             | 1 738                                                            | 425                                                              | 338                                                              |
| 1981                                                             | 1 491                                                            | 405                                                              | 330                                                              |
| 1982                                                             | 1 368                                                            | 359                                                              | 302                                                              |
| 1983                                                             | 1 293                                                            | 329                                                              | 277                                                              |
| 1984                                                             | 936                                                              | 232                                                              | 182                                                              |
| 1985                                                             | 916                                                              | 239                                                              | 263                                                              |
| 1986                                                             | 807                                                              | 164                                                              | 149                                                              |
| 1987                                                             | 841                                                              | 190                                                              | 226                                                              |
| 1988                                                             | 717                                                              | 185                                                              | 190                                                              |
| 1989                                                             | 694                                                              | 165                                                              | 135                                                              |
| 1990                                                             | 727                                                              | 96                                                               | 110                                                              |
| 1991                                                             | 680                                                              | 148                                                              | 126                                                              |
| 1992                                                             | 785                                                              | 135                                                              | 115                                                              |
| 1993                                                             | 512                                                              | 100                                                              | 75                                                               |
| 1994                                                             | 569                                                              | 152                                                              | 92                                                               |
| 1995                                                             | 441                                                              | 111                                                              | 88                                                               |
| 1996                                                             | 600                                                              | 147                                                              | 95                                                               |
| 1997                                                             | 391                                                              | 115                                                              | 82                                                               |
| 1998                                                             | 426                                                              | 99                                                               | 64                                                               |
| 1999                                                             | 472                                                              | 130                                                              | 86                                                               |
| 2000                                                             | 453                                                              | 146                                                              | 104                                                              |
| 2001                                                             | 498                                                              | 135                                                              | 114                                                              |
| 2002                                                             | 447                                                              | 140                                                              | 104                                                              |
| 2003                                                             | 429                                                              | 135                                                              | 101                                                              |
| 2004                                                             | 481                                                              | 152                                                              | 114                                                              |
| 2005                                                             | 462                                                              | 180                                                              | 150                                                              |
| 2006                                                             | 524                                                              | 144                                                              | 109                                                              |
| 2007                                                             | 473                                                              | 143                                                              | 103                                                              |
| 2008                                                             | -                                                                | -                                                                | -                                                                |
| 2009                                                             | 614                                                              | 160                                                              | 99                                                               |
| 2010                                                             | -                                                                | -                                                                | -                                                                |
| 2011                                                             | -                                                                | -                                                                | -                                                                |
| 2012                                                             | 686                                                              | 172                                                              | 129                                                              |
| 2013                                                             | 503                                                              | 176                                                              | 130                                                              |
| 2014                                                             | 645                                                              | 241                                                              | 262                                                              |
| 2015                                                             | 642                                                              | 426                                                              | 251                                                              |
| 2016                                                             | 750                                                              | 369                                                              | 409                                                              |
| 2017                                                             | 960                                                              | 421                                                              | 292                                                              |
| 2018                                                             | 801                                                              | 454                                                              | 372                                                              |
| 2019                                                             | 1 109                                                            | 442                                                              | 388                                                              |
| 2020                                                             | 510                                                              | 328                                                              | 306                                                              |
| 2021                                                             | -                                                                | -                                                                | -                                                                |
| 2022                                                             | 433                                                              | 601                                                              | 646                                                              |
| 2023                                                             | 764                                                              | 617                                                              | 646                                                              |
| 2024                                                             | 875                                                              | 593                                                              | 896                                                              |

## Galerie de photographies

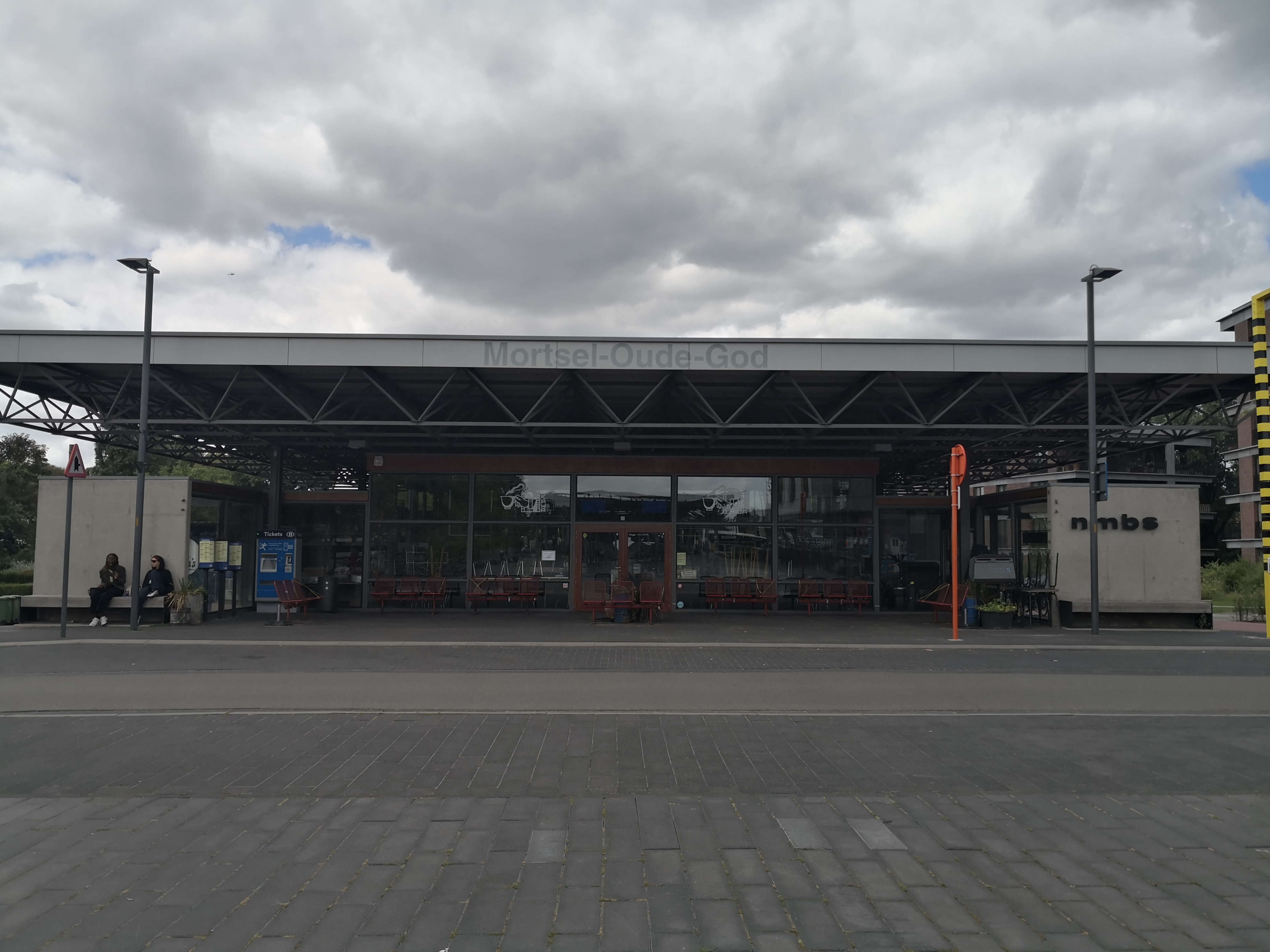
Bâtiment de la gare en 2020.
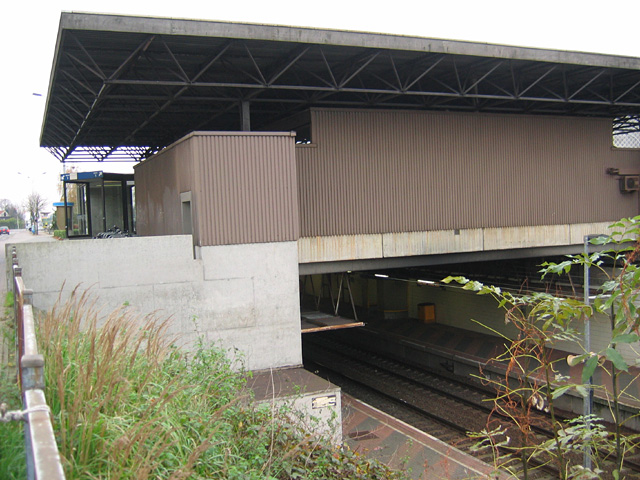
Arrière du bâtiment et quais souterrains.
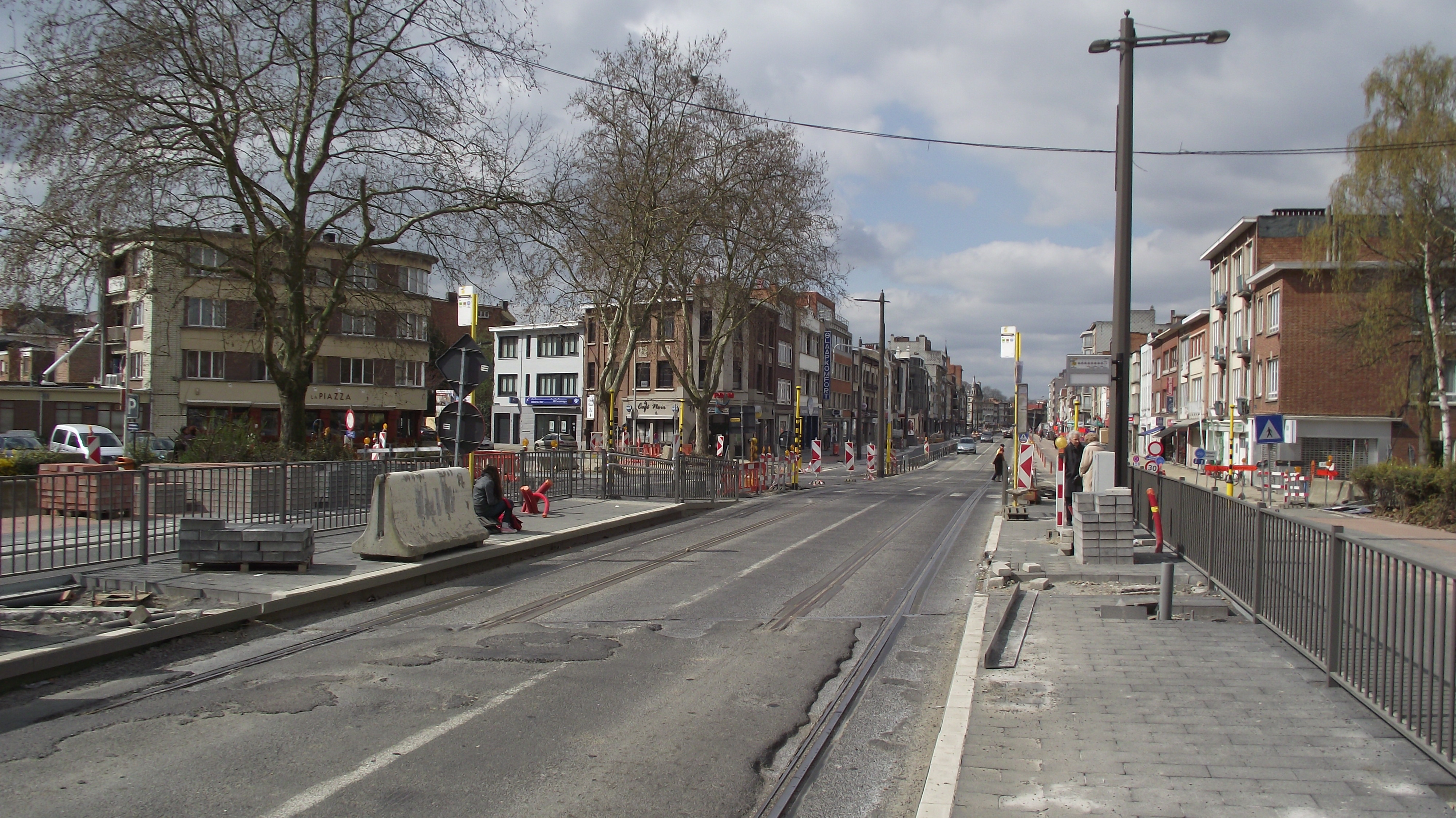
Travaux préparatoires à l'installation du tramway.